# Madeinusa
Madeinusa é um filme peruano de 2005 dirigido por Claudia Llosa.

## Sinopse
Na Semana Santa, um jovem limenho chamado Salvador (Carlos de la Torre) chega a Manayaycuna ("o povoado onde ninguém pode entrar", em quíchua), um povoado imaginário dos Andes peruanos. Manayaycuna segue uma antiga tradição de não considerar nada como pecado desde a tarde da Sexta-Feira Santa até as 6h do Domingo de Páscoa, pois Jesus fora crucificado e já não pode ver o que acontece. Durante sua estada no povoado, Salvador conhece Madeinusa (Magaly Solier), que aceita seu convite para viajar com ele a Lima. O casal, no entanto, precisa vencer algumas barreiras se quiser partir.

## Elenco
- Magaly Solier .... Madeinusa
- Carlos J. de la Torre.... Salvador